# Schläfli-symbol
| Heptagrammen { 7 2 } {\displaystyle \scriptstyle {\left\{{\frac {7}{2}}\right\}}} (till vänster) i vilken sidorna går till det andra hörnet räknat från utgångspunkten och { 7 3 } {\displaystyle \scriptstyle {\left\{{\frac {7}{3}}\right\}}} (till höger) i vilken sidorna går till det tredje hörnet. |  | Heptagrammen { 7 2 } {\displaystyle \scriptstyle {\left\{{\frac {7}{2}}\right\}}} (till vänster) i vilken sidorna går till det andra hörnet räknat från utgångspunkten och { 7 3 } {\displaystyle \scriptstyle {\left\{{\frac {7}{3}}\right\}}} (till höger) i vilken sidorna går till det tredje hörnet. |
| Heptagrammen {\displaystyle \scriptstyle {\left\{{\frac {7}{2}}\right\}}} (till vänster) i vilken sidorna går till det andra hörnet räknat från utgångspunkten och {\displaystyle \scriptstyle {\left\{{\frac {7}{3}}\right\}}} (till höger) i vilken sidorna går till det tredje hörnet.                 |  | |

| Liten stjärndodekaeder { 5 2 , 5 } {\displaystyle \scriptstyle {\left\{{\frac {5}{2}},5\right\}}} (till vänster) i vilken fem pentagram möts pentagonalt i varje hörn och dess dual stor dodekaeder { 5 , 5 2 } {\displaystyle \scriptstyle {\left\{5,{\frac {5}{2}}\right\}}} (till höger) i vilken fem pentagoner möts pentagrammatiskt i varje hörn. |  | Liten stjärndodekaeder { 5 2 , 5 } {\displaystyle \scriptstyle {\left\{{\frac {5}{2}},5\right\}}} (till vänster) i vilken fem pentagram möts pentagonalt i varje hörn och dess dual stor dodekaeder { 5 , 5 2 } {\displaystyle \scriptstyle {\left\{5,{\frac {5}{2}}\right\}}} (till höger) i vilken fem pentagoner möts pentagrammatiskt i varje hörn. |
| Liten stjärndodekaeder {\displaystyle \scriptstyle {\left\{{\frac {5}{2}},5\right\}}} (till vänster) i vilken fem pentagram möts pentagonalt i varje hörn och dess dual stor dodekaeder {\displaystyle \scriptstyle {\left\{5,{\frac {5}{2}}\right\}}} (till höger) i vilken fem pentagoner möts pentagrammatiskt i varje hörn.                         |  | |

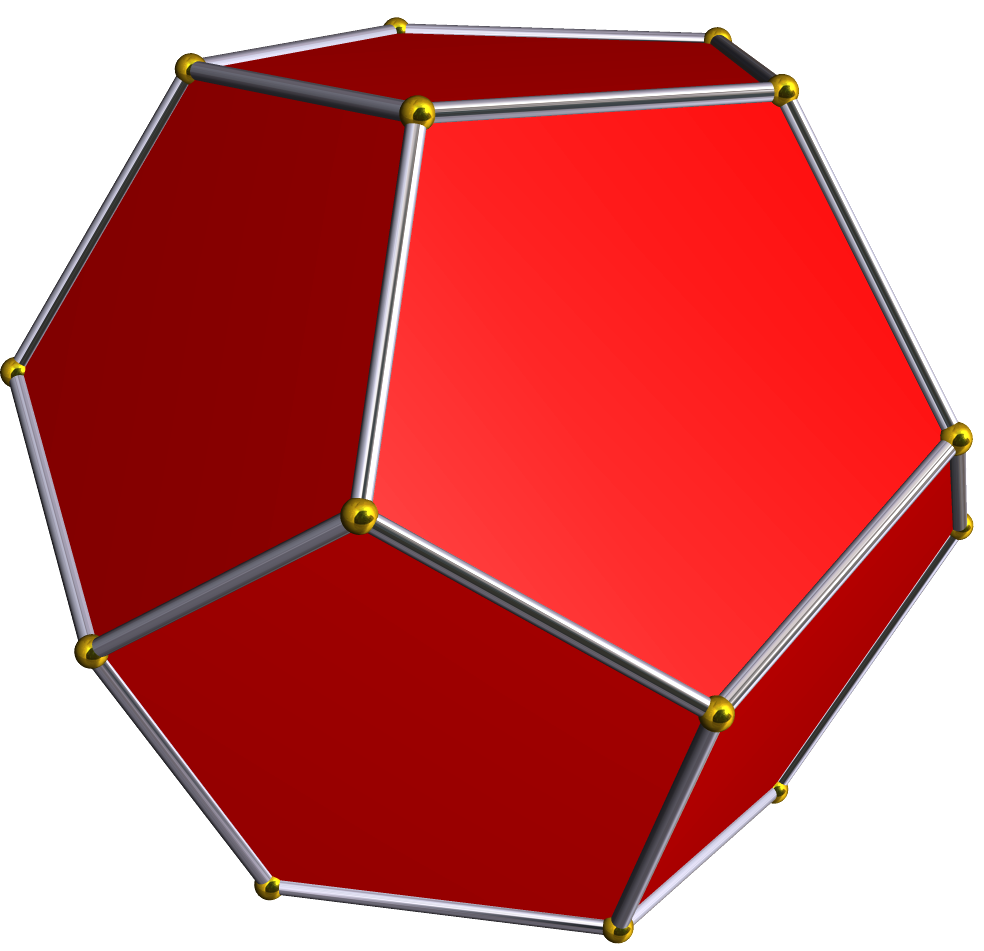
En dodekaeder har Schläfli-symbolen, det vill säga att tre regelbundna femhörningar möts i varje hörn.

Schläfli-symbolen, uppkallad efter den schweiziske matematikern Ludwig Schläfli, är en notation på formen {\displaystyle \left\{p,q,r,\dots \right\}} som används för att beskriva regelbundna polygoner, polyedrar, polytoper och tessellationer.
Om {\displaystyle p} är ett naturligt tal betecknar Schläfli-symbolen {\displaystyle \left\{p\right\}} en regelbunden polygon, en {\displaystyle {p}}-hörning.
Är {\displaystyle p} ett oreducerbart heltalsbråk {\displaystyle \textstyle {p={\frac {a}{b}}}} betecknar {\displaystyle \scriptstyle {\left\{{\frac {a}{b}}\right\}}} en regelbunden stjärnpolygon med {\displaystyle a} hörn, där {\displaystyle b} anger till vilket hörn en sida ansluter. {\displaystyle \scriptstyle {\left\{{\frac {5}{2}}\right\}}} är alltså en femhörnig stjärnpolygon (ett pentagram), medan {\displaystyle \scriptstyle {\left\{{\frac {5}{1}}\right\}}\textstyle {=\left\{5\right\}}}, det vill säga en vanlig regelbunden femhörning.
Schläfli-symbolen {\displaystyle \left\{p,q\right\}} betecknar en kropp eller tessellation bestående av regelbundna {\displaystyle {p}}-hörningar (eller om det är ett bråk regelbundna stjärnpolygoner) där {\displaystyle q} anger hur många sådana som möts i varje hörn (eller snarare vilken vertexfigur hörnet har).
En inversion av Schläfli-symbolen, det vill säga att elementen anges i omvänd ordning, ger den duala polytopen. Så anger exempelvis {\displaystyle \left\{4,3\right\}} en kub och {\displaystyle \left\{3,4\right\}} en oktaeder, som är kubens duala polyeder. På samma sätt är {\displaystyle \left\{6,3\right\}} tessellationen av planet med regelbundna sexhörningar och dess dual {\displaystyle \left\{3,6\right\}} tessellationen av planet med liksidiga trianglar. Om Schläfli-symbolen för en figur är symmetrisk under inversion innebär det att figuren är självdual; som tessellationen av planet i kvadrater {\displaystyle \left\{4,4\right\}} eller tetraedern {\displaystyle \left\{3,3\right\}}. 
I två dimensioner finns det de tre nyssnämnda tessellationerna av planet med liksidiga trianglar {\displaystyle \left\{3,6\right\}}, kvadrater {\displaystyle \left\{4,4\right\}} och regelbundna sexhörningar {\displaystyle \left\{6,3\right\}}
De regelbundna tredimensionella polyedrarna utgörs av de fem konvexa platonska kropparna: tetraeder {\displaystyle \left\{3,3\right\}}, kub {\displaystyle \left\{4,3\right\}} och dess dual oktaeder {\displaystyle \left\{3,4\right\}}, samt dodekaeder {\displaystyle \left\{5,3\right\}} och dess dual ikosaeder {\displaystyle \left\{3,5\right\}}.
Därutöver finns det de fyra konvexa Kepler-Poinsot-kropparna: Liten stjärndodekaeder {\displaystyle \scriptstyle {\left\{{\frac {5}{2}},5\right\}}} med dualen stor dodekaeder {\displaystyle \scriptstyle {\left\{5,{\frac {5}{2}}\right\}}} och stor stjärndodekaeder {\displaystyle \scriptstyle {\left\{{\frac {5}{2}},3\right\}}} med dualen stor ikosaeder {\displaystyle \scriptstyle {\left\{3,{\frac {5}{2}}\right\}}}.
Fyrdimensionella regelbundna polytoper har Schläfli-symbolen {\displaystyle \left\{p,q,r\right\}} där {\displaystyle p} och {\displaystyle q}, liksom i det tredimensionella fallet, betecknar att {\displaystyle q} stycken {\displaystyle p}-hörningar möts i varje hörn, medan {\displaystyle r} betecknar att {\displaystyle r} stycken {\displaystyle \left\{p,q\right\}}-volymer möts längs varje kant. En fyrdimensionell simplex betecknas sålunda {\displaystyle \left\{3,3,3\right\}} och en tesserakt {\displaystyle \left\{4,3,3\right\}}. En simplex är självdual, medan den duala polytopen till tesserakten, som har Schläfli-symbolen {\displaystyle \left\{3,3,4\right\}} och kallas 16-cell eller hexadekakor, består av tetraedrar, {\displaystyle \left\{3,3\right\}}, som fyra och fyra möts längs varje kant. Utöver dessa tre finns det tre ytterligare regelbundna konvexa polytoper av dimension fyra: den självduala 24-cellen och det duala paret 120-cellen och 600-cellen med Schläfli-symbolerna {\displaystyle \left\{3,4,3\right\}}, {\displaystyle \left\{5,3,3\right\}} respektive {\displaystyle \left\{3,3,5\right\}}. Därutöver finns det tio regelbundna konkava stjärnpolytoper av dimension fyra.
För regelbundna polytoper av högre dimension ({\displaystyle n}) tillkommer ett element i symbolen för varje ytterligare dimension. Detta element anger hur många objekt av dimension {\displaystyle n-1} som möts vid varje objekt av dimension {\displaystyle n-3}. En {\displaystyle n}-dimensionell hyperkub har sålunda Schläfli-symbolen {\displaystyle \left\{4,3,...,3\right\}} med {\displaystyle n-2} treor. {\displaystyle n}-hyperkuben, dess dual ({\displaystyle n}-hyperoktaedern, {\displaystyle n}-ortoplexen eller {\displaystyle n}-korspolytopen) {\displaystyle \left\{3,3,...,3,4\right\}} och den självduala {\displaystyle n}-simplexen {\displaystyle \left\{3,3,...,3\right\}} är de enda regelbundna polytoperna av dimension fem eller högre. De är samtliga konvexa.